# Hiiumaa

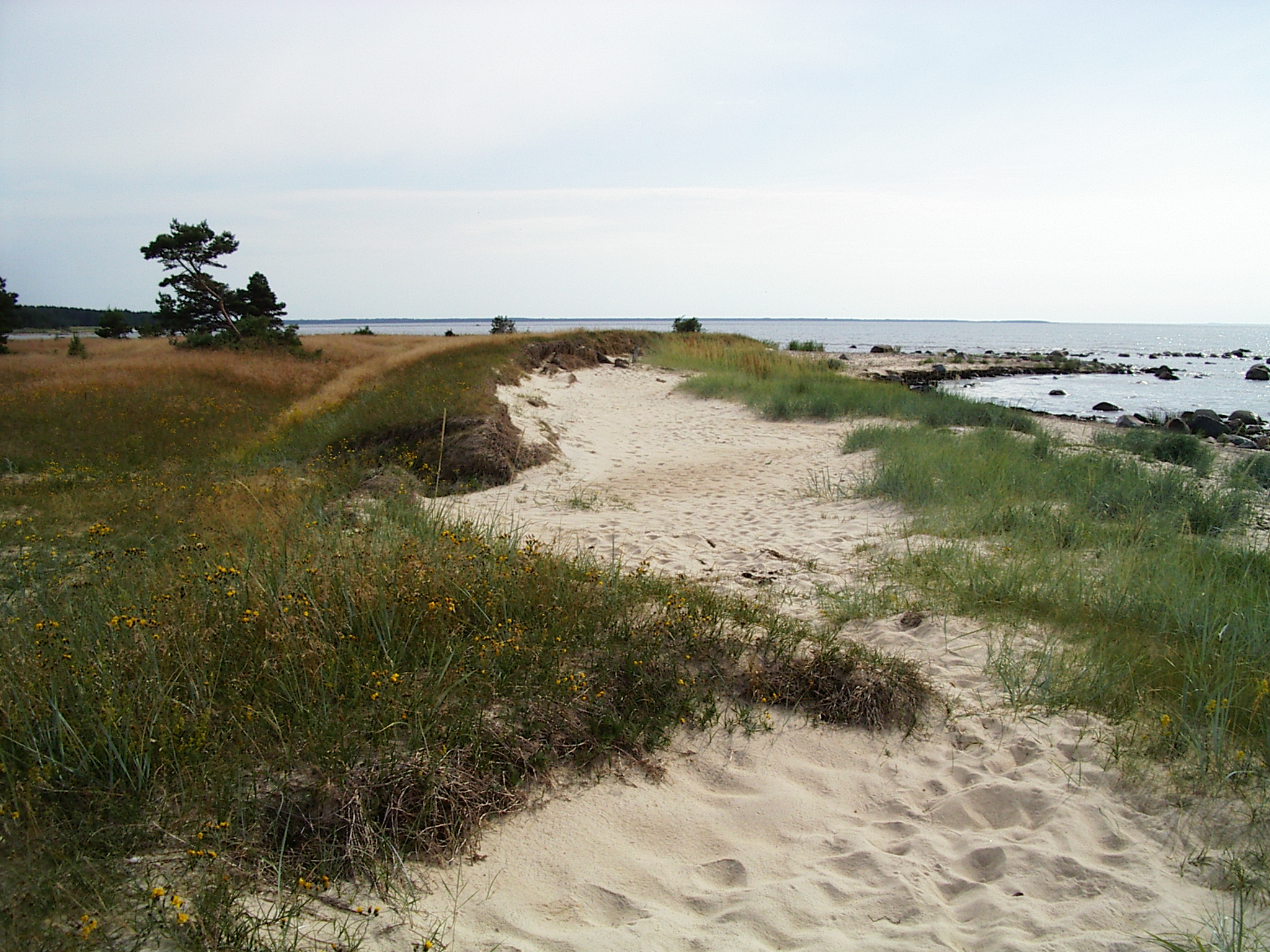
La península Tahkuna, al nord de Hiiumaa

Hiiumaa és una illa, la segona més gran d'Estònia, amb una extensió de 989 km². Està situada al mar Bàltic, al nord de l'illa de Saaremaa i a l'oest de la part continental d'Estònia. La seva capital i població més gran és Kärdla.

## Dades tècniques
Hiiumaa és l'illa principal del comtat de Hiiu. En estonià s'anomena Hiiumaa i en suec i alemany Dagö ("illa del dia"), mentre que en finés s'anomena Hiidenmaa ("terra del diable").

## Habitat
Hiiumaa és una illa inhòspita però increïblement bonica del Bàltic oriental, una reserva natural que cobreix una superfície de poc menys de mil km². És la segona illa més gran d'Estònia, separada del continent per un estret de vint-i-dos quilòmetres d'amplada i envoltada d'uns dos-cents illots deserts i esculls en els que, durant segles, centenars de vaixells se'n van anar en orris. Avui dia hi ha una colònia de foques, una raresa en el Bàltic.
Més de la meitat de l'illa està coberta per boscos de pi, bedolls i pícees, amb moltes espècies de plantes rares. És un verdader refugi per animals salvatges: es poden veure ants, cérvols, senglars i fins i tot linxs. els 320 quilòmetres de litoral formats per praderies, torberes, arbustos de ginebre i dunes, està plegat de llargues extensions de platges d'arena. Entre els centenars d'aus que hi nien i migren hi ha cigonyes negres, àguiles reials, grues i alenes. Menys d'una quarta part de l'illa és terreny agrícola, i sols hi ha un assentament destacable, el poble de Kärdia.

## Història
La presència humana a Hiiumaa es remunta fins al 4000 aC. Fou habitada per tribus germàniques nòmades, fins que els suecs la descobriren al voltant del 1300 de la nostra era. Al final es convertí en un domini suec fins que a principis del segle xviii, s'integrà a l'Imperi rus. Després de períodes de gran agitació durant les dues guerres mundials, entrà a formar part de l'Estònia independent el 1991. Malgrat que en prou feines ha quedat cap registre de la seva història, té una potent cultura i tradició nàutica que continua transmetent-se de generació en generació.
Per als ecoturistes, Hiiumaa és tot el verge que una illa pot assolir a ser: un lloc perfecte per estar en comunió amb la naturalesa, explorar un paisatge inusual i fugir de les rutes turístiques establertes.

## Quan anar-hi
De maig a setembre, encara que els eco turistes més aventurers suportaran els gèlids vents russos per descobrir el paisatge i la vida d'hivern animal.

## Com arribar-hi

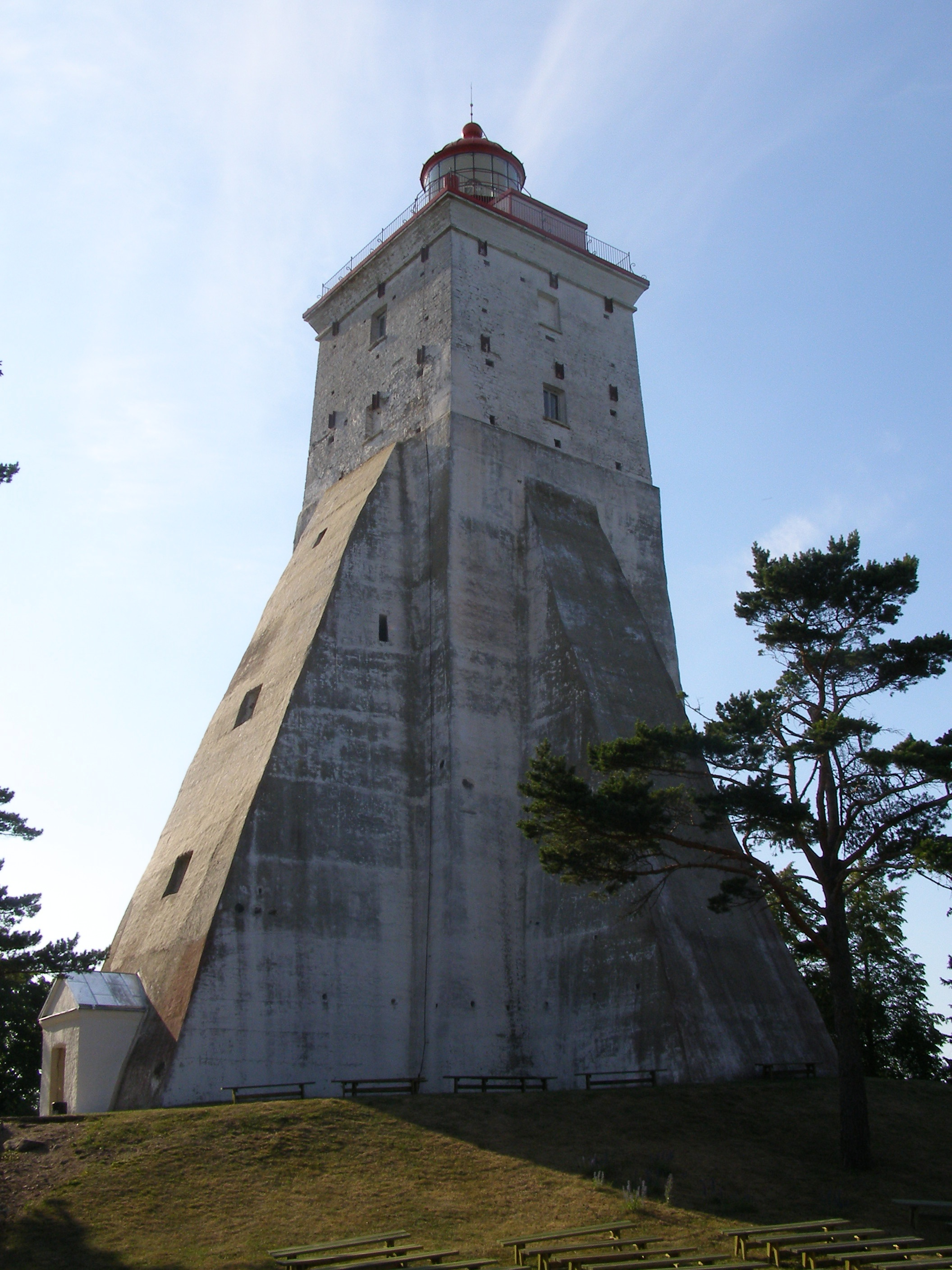
El far Kopu és el tercer far actiu més antic del món

En un transbordador des de Rohuküla, en l'Estònia continental (una hora i mitja); o des de Trligi, en l'illa veïna de Saaremaa (una hora). A l'hivern no hi ha vaixells, ja que el mar està gelada. Hi ha dos vols diaris des de Tallin fins a l'aeroport de Kärdia (45 minuts de trajecte).

## El més destacat
El far Kopu amb més de cinc-cents anys és el tercer far més antic del món. Té 36 metres d'altura i fou construït com a balisa per evitar que els pirates s'anessin en orris en els esculls. Sääre Tirp: una llengua de terra de tres quilometres que penetra en el mar, un dels llocs més bonics de l'illa. L'església Püjalepa: una de les més antigues de l'illa, amb un púlpit de pedra del segle xiii.
El sender natural Rebastemäs, que passa pel punt més elevat d'Hiiumaa, el Ristimägi (el turó de les creus), un turó sorrenc en el que, segons conta la tradició, que qualsevol que passi per ella ha de deixar una creu feta amb el primer material que trobi. La península de Kassari: un paisatge boscós amb cales amagades, una capella amb sostre de palla, un molí de vent i un hort.

## Cal saber
Per als estonians, l'illa és una espècie de nirvana nacional. Molts artistes i músics tenen residència en ella. El compositor Erkki-Sven Tüür va néixer aquesta illa el 1959.

## Enllaços externs

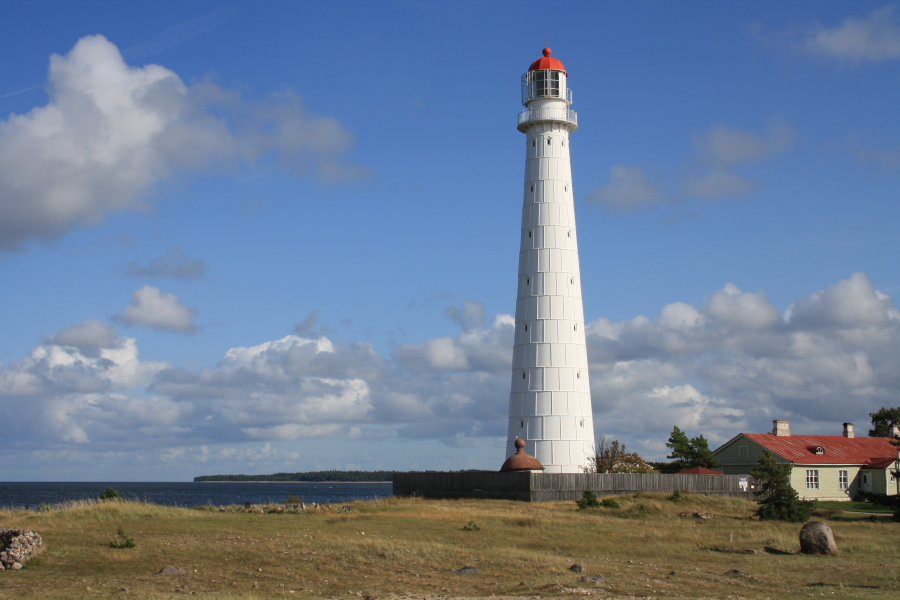
Far de Tahkuna
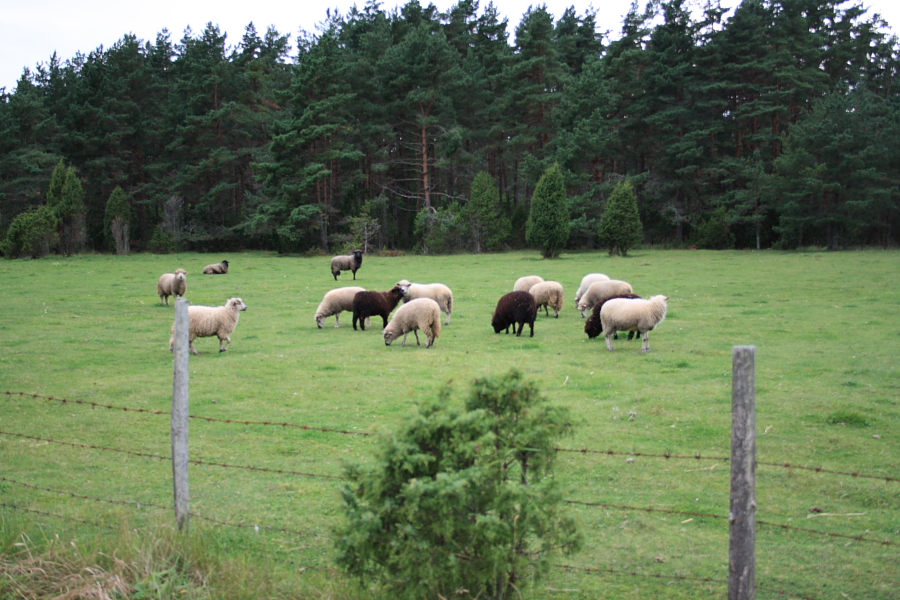
Ramat d'ovelles al poble d'Emmaste
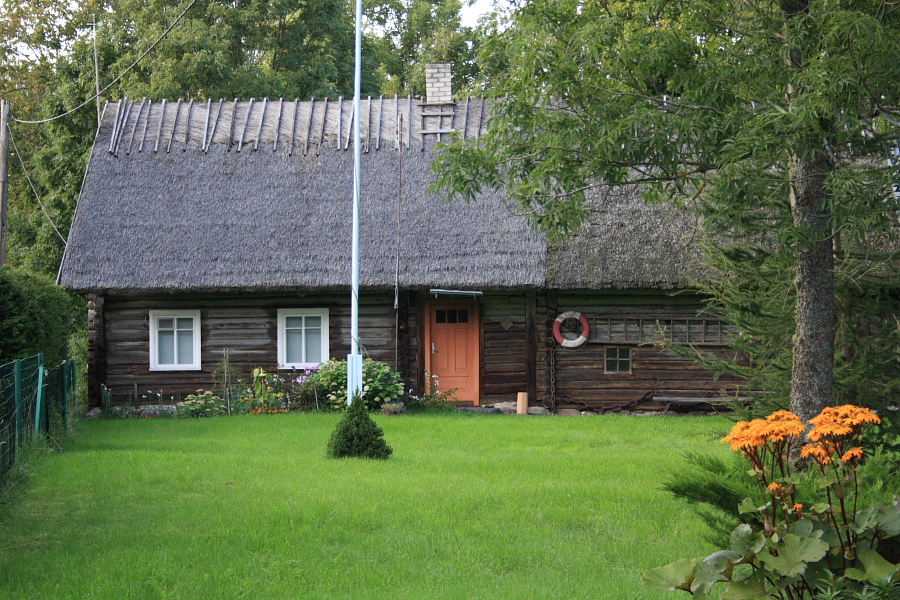
Una cabana molt antiga
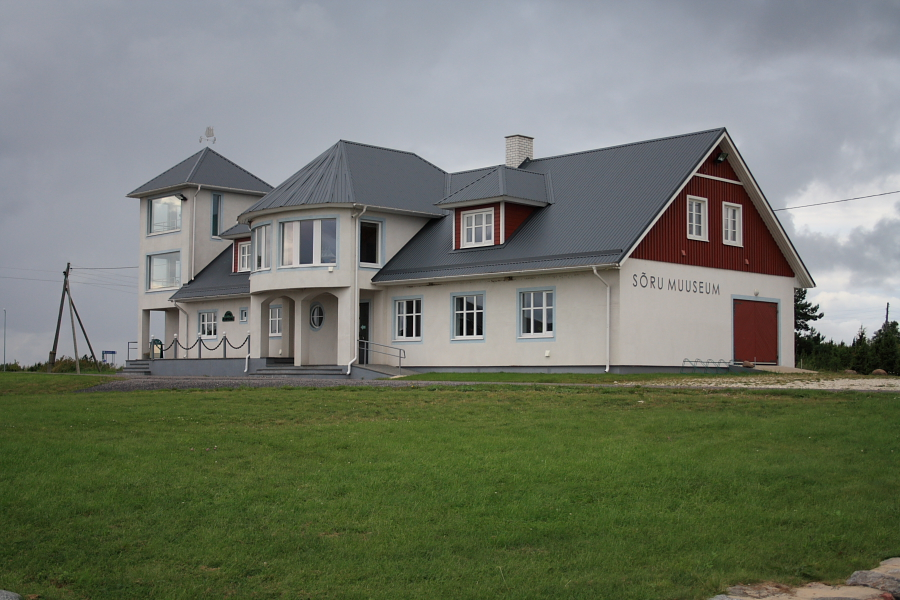
Museu Söru